# Atalante et Hippomène
Atalante et Hippomène est un sujet peint à quatre reprises par le peintre italien Guido Reni, à l'huile sur toile. Un tableau (206×279 cm, allongée dans la marge gauche et inférieure avec des morceaux de toile ajoutés après la mort de Reni) datant entre 1618 et 1619, est conservé au musée du Prado à Madrid ; un autre (192×264 cm), qu'une partie des experts date entre 1615-1618 et une autre entre 1620-1625, est conservé au musée de Capodimonte à Naples. Enfin, une quatrième version se trouve au musée des Beaux-Arts de Libourne, en France, authentifiée en 2025.

## Histoire
Il n'existe aucune information précise sur les événements qui ont conduit à la commande des deux tableaux connus aujourd'hui, ni à quelle occasion ils ont été réalisés ni quels ont été les contacts avec Guido Reni. Certains critiques considèrent la toile actuellement à Madrid, qui par rapport à la toile napolitaine est quelques centimètres plus grande mais aussi plus endommagée en raison de repeints ultérieurs, comme une œuvre « originale » du maître de Bologne, qui a été suivie de plusieurs copies, dont la meilleure en termes de qualité et certainement dédicacée est celui de Naples,.
Selon des critiques plus récentes, la version napolitaine constituerait l'idée originale du peintre bolonais, remontant aux premières années romaines de l'artiste, placée chronologiquement avant la version espagnole de quelques années.

### Version madrilène
La toile madrilène provient de la collection du marquis génois Giovan Francesco Serra (Gênes, 1609-Majorque, 1656), soldat au service de la couronne espagnole qui grandit avec son oncle en terre ibérique, ambassadeur de Gênes en Espagne, très actif à Naples et dans le duché de Milan, où il installe sa collection d'art dans l'une de ses villas,. Cependant, on ne sait pas si Serra était le véritable client ou s'il a acheté l'œuvre à un autre mécène, ni à quelle occasion il est entré en contact avec Reni.
À la mort du marquis, sa collection (composée d'une quarantaine de tableaux) est transportée à Naples, ville dans laquelle s'installent ses fils, qui entre-temps voient leur titre élevé au rang de ducs de Serra di Cassano par Charles II (roi d'Espagne). Ils mettent la collection aux enchères en 1664. Environ dix-huit toiles sont achetées par le vice-roi de Naples de 1658 à 1664, Gaspar de Bracamonte y Guzmán, comte de Peñaranda, qui est l'intermédiaire pour le transfert ultérieur au sein des collections de Philippe IV (roi d'Espagne), que le marquis Serra sert avec des fonctions militaires importantes en Italie.
Deux toiles de Guido Reni sont enregistrées dans l'inventaire laissé au roi d'Espagne, qui va bientôt mourir, une Atalante et Hippomène et un Christ avec la croix sur les épaules, aujourd'hui à l'académie royale des Beaux-Arts Saint-Ferdinand de Madrid. Déjà considérée comme une œuvre autographe depuis le XVIIe siècle, au cours du XVIIIe siècle, la toile est « déclassée » en travail d'atelier et passe donc de musée en musée dans la ville de Madrid (Galerie Alcazar, Palais royal de Madrid, académie royale des Beaux-Arts Saint-Ferdinand) jusqu'au XIXe siècle, également en raison du mauvais état de conservation dans lequel elle a été trouvée et de quelques repeints qui ont détérioré sa lisibilité d'origine. Elle tombe définitivement dans l'oubli, étant confinée dans les entrepôts du Prado, sans jamais trouver sa juste considération dans un scénario muséal,.
Le tableau est redécouvert et réexaminé dans la seconde moitié du XXe siècle, grâce également à un long travail de nettoyage effectué vers les années 1970, qui a largement restauré le niveau de qualité du tableau, amenant certains critiques à le considérer même supérieur dans quelques passages à celui de la toile napolitaine (dont Federico Zeri pour les détails des mains d'Hippomène). Le tableau madrilène, compte tenu également de la certitude de ses sources historiques, est donc considéré à partir de ce moment comme la « tête de ligne » originale et autographe des représentations de Reni sur ce sujet. Comme c'était l'habitude du peintre, selon les critiques, des copies du mythe d'Atalante ont également été réalisées par l'artiste ou son atelier, et parmi celles-ci celle qui fait le plus consensus serait précisément celle du musée de Capodimonte qui, compte tenu de ses qualités stylistiques notables, est certainement considéré comme un autographe et non comme une copie ancienne.
Des études datant de 2022 ont cependant mis en évidence que certaines parties de la peinture espagnole sont essentiellement des ajouts du XVIIe siècle à la suite de Guido Reni, qui ont agrandi ses dimensions originales de quelques centimètres dans la marge inférieure et celle de gauche. Par ailleurs, certaines repeintures réalisées au fil du temps ont considérablement altéré les pigments chromatiques d'origine de la toile, comme dans les parties occupées par le ciel et les nuages, ainsi que quelques autres détails des corps des deux protagonistes, notamment le long de la ligne de démarcation des deux toiles horizontales réunies en un seul ensemble. La restauration réalisée sur la toile en 2022 a abouti à ce que l'œuvre ait un cadre qui occupe l'espace représenté par ces ajouts, réduisant ainsi la toile à l'idée originale de Guido Reni, c'est-à-dire aux dimensions les plus proches de la version napolitaine.

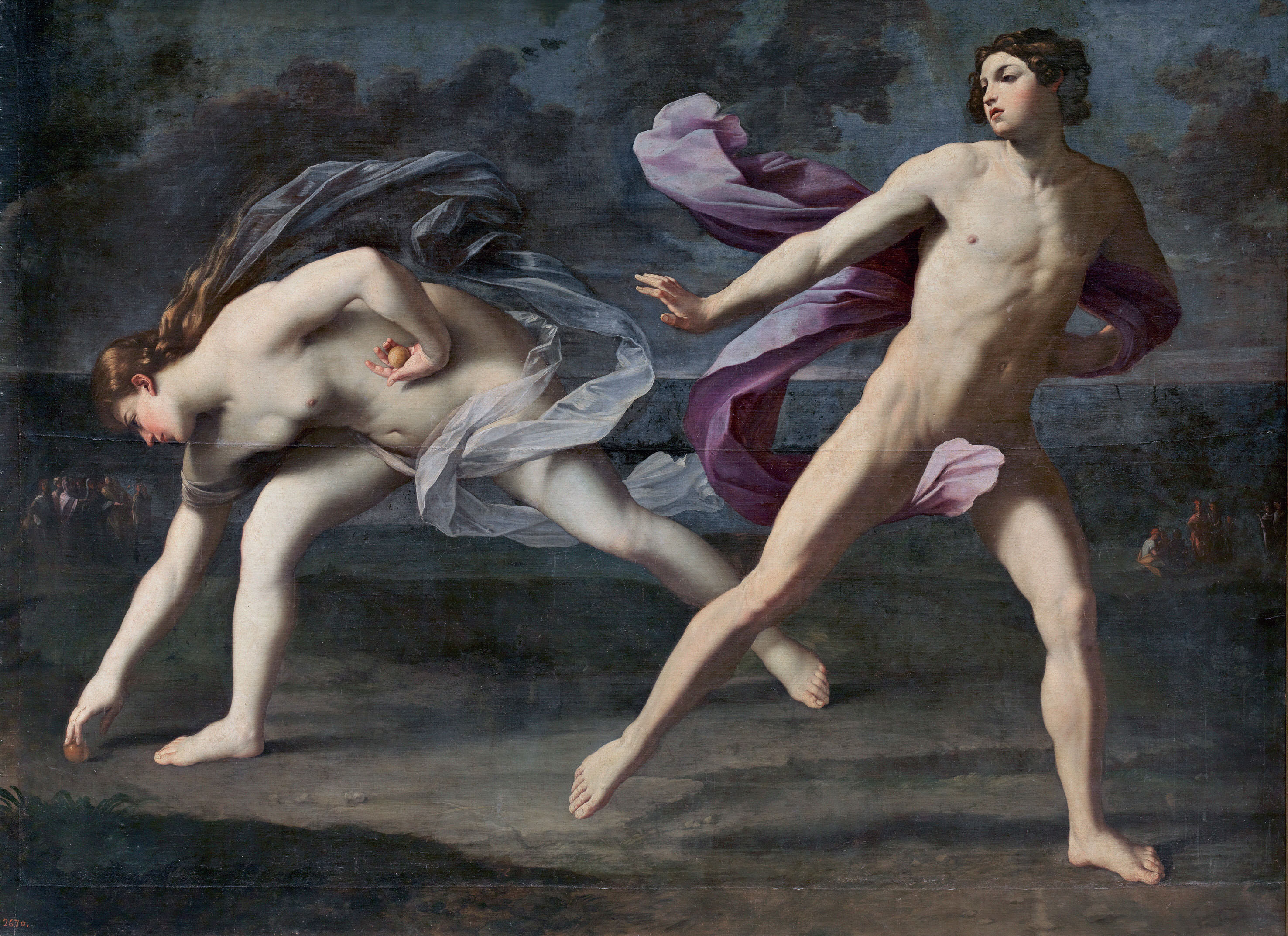
Version madrilène avant la restauration de 2023, avec les ajouts du XVIIe siècle posthumes à Guido Reni, qui seront ensuite couverts par le nouveau cadre
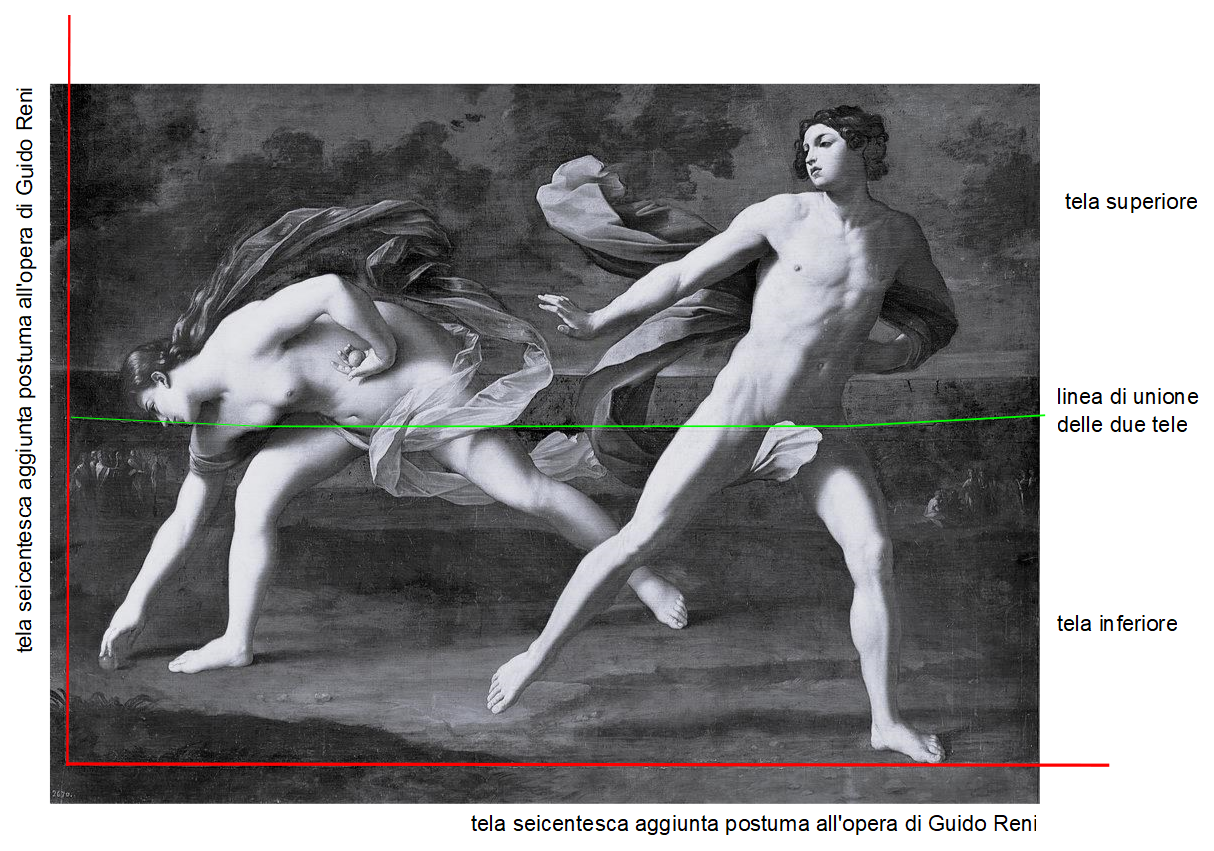
Une ligne rouge marque les adjonctions précitées, tandis qu’une ligne verte délimite le point de jonction des deux pièces de toile horizontales distinctes qui composent le cadre d’origine

### Version napolitaine

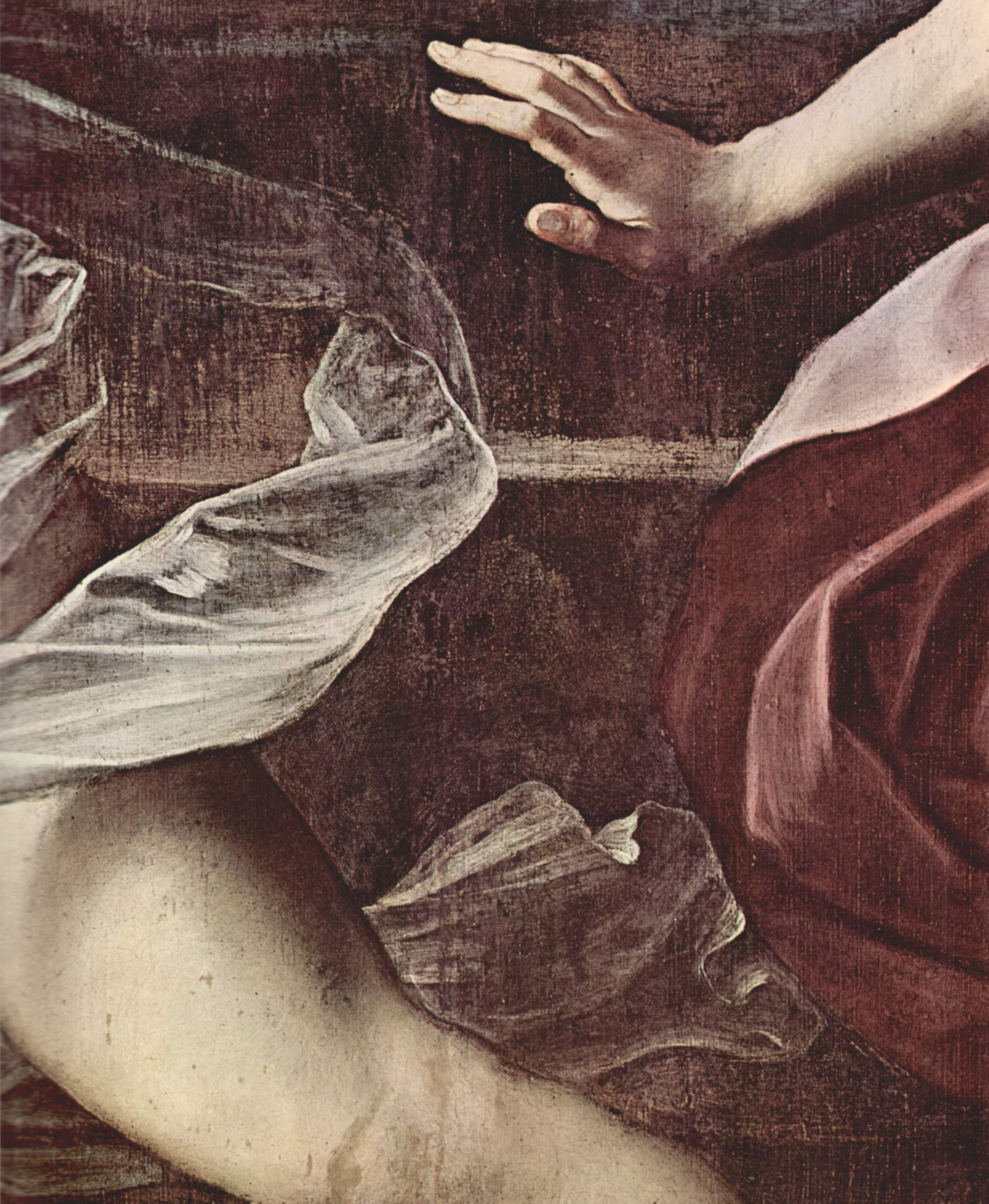
Détail

La toile napolitaine souffre d'une provenance inconnue et mal documentée : elle n'est en effet enregistrée pour la première fois qu'en 1802, comme un achat effectué par l'émissaire Domenico Venuti qui, pour le compte de Ferdinand Ier (roi des Deux-Siciles), est chargé de retrouver sur le marché des tableaux d'art destinés aux collections des Bourbons, ainsi que de redécouvrir les œuvres volées par les troupes françaises avec l'avènement de la république parthénopéenneen 1799.
Les informations historiques antérieures au XIXe siècle sont donc uniquement le résultat de documents d'origine d'archives, mais on ne sait rien des passages spécifiques et de la commande initiale de la toile napolitaine. On sait avec certitude que le tableau se trouvait déjà dans la collection milanaise Pertusati, mais on ne sait pas si la famille était ou non le véritable client, avant de passer d'abord dans la collection Capperoni ; on connait ensuite l'achat effectué à Rome par Venuti, où elle est déjà enregistrée comme œuvre autographe de Reni.
Des sources historiques ont trouvé dans les inventaires de la fin du XVIIe siècle de la collection Gonzague de Mantoue, un Atalante et Hippomène de la main du maître bolonais, considéré en accord avec les scènes des Travaux d'Hercule (aujourd'hui au musée du Louvre à Paris), également commandées par le duc Ferdinand de Mantoue et également enregistrées dans la même collection[réf. nécessaire]. Pendant longtemps, les critiques ont identifié la version de Naples comme étant précisément celle qui se trouvait dans les collections ducales des Gonzague, mais il n'y a aucune certitude quant à savoir s'il s'agit réellement de la provenance de l'œuvre, car il n'existe aucun document précis attestant de la localisation de l'œuvre avant qu'elle entre dans la collection Pertusati.
Considérée par la critique ancienne comme datée entre 1615 et 1620, avec la redécouverte de la toile de Madrid, sa datation est avancée de quelques années, entre 1620 et 1625. Cependant, cette hypothèse, après quelques études réalisées en 2022, ne fait pas l'unanimité parmi les critiques : certains chercheurs estiment en effet que celle de Naples est antérieure, la datant de 1615 à 1618, comme appartenant aux premières années romaines de Reni, également grâce au niveau de qualité du tableau qui n'a pas été affecté par certains problèmes critiques dont a souffert la version espagnole, ainsi qu'à la taille de la toile qui, bien que plus petite que celle de Madrid, semble être plus conforme à l'idée originale conçue par Reni (la version de Madrid semble avoir été allongée dans les marges à la suite de la mort du peintre bolonais).

### Version libournaise
Le musée des Beaux-Arts de Libourne, en France, possède également une version d'Atalante et Hyppomène reçue en don en 1949. À l'occasion d'un récolement en 2022, l'œuvre est réévaluée et il est bientôt établi qu'il ne s'agit pas d'une copie du XIXe siècle comme on pouvait le penser, mais d'une peinture plus ancienne. Il s'agit d'une version autographe : la paternité de Reni a été authentifiée par un comité international d'experts en 2025.

## Sujet
Dans les différentes versions, la toile représente le mythe Atalante et Hippomène, deux personnages de la mythologie grecque, tel que les décrit l'écrivain d'expression latine Ovide, dans les Métamorphoses au Livre X. Atalante est une nymphe dont la capacité imbattable à courir n'a été vaincue que par Hippomène grâce à un stratagème ourdi par Aphrodite. Atalante est une femme opposée au mariage que lui a prédit un oracle, prête à se marier uniquement avec celui qui la battrait dans une course à pied, ses prétendants vaincus payant l'enjeu par la mort. Hippomène, amoureux d'Atalante, avec l'aide d'Aphrodite, qui lui fournit trois pommes d'or cueillies dans le jardin des Hespérides, les jette pendant la course pour distraire la jeune chasseresse vierge ; quand Atalante se penche pour les récupérer, elle se fait dépasser, perdant la course,.

## Description et analyse

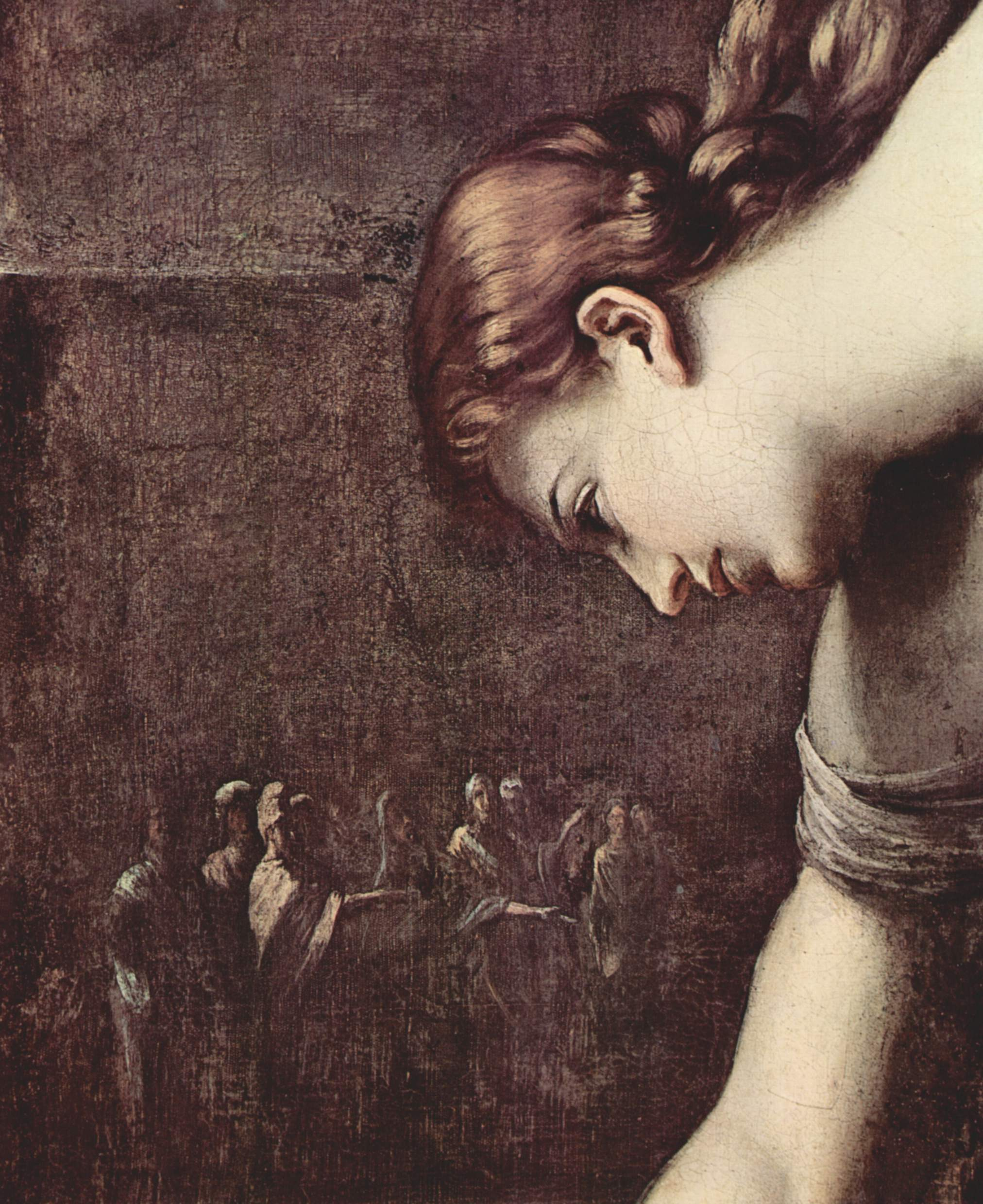
Détail.

Guido Reni représente exactement le moment culminant du mythe, représentant les deux personnages dans un paysage nocturne, dans lequel les couleurs du ciel se combinent idéalement avec les nuances du sol, faisant ressortir avec force les deux personnages. Atalante et Hippomène ont des corps au teint rose pâle, ornés de quelques voiles qui recouvrent leurs organes génitaux ; leurs figures sont tendues dans des mouvements confinant à la danse, avec un seul pied d'appui et le bras gauche replié vers le corps, un choix qui permet la création d'une composition géométrique particulière, symbole de la peinture classiciste du XVIIe siècle, dont Guido Reni est l'un des principaux représentants, bien que tendant déjà vers le baroque. La recherche de la beauté idéale est une synthèse du classicisme raphaélesque des Carracci, de la statuaire antique que Reni a étudié lors des séjours à Rome, et de la vision naturaliste du Caravage.
À cet instant, Atalante a arrêté sa course pour ramasser la deuxième pomme ; la première pomme est dans sa main gauche en sécurité. Hippomène se penche en avant, le visage tourné vers sa rivale, pour atteindre la ligne d'arrivée. Le peintre supprime toute référence au récit d'Ovide, plaçant les deux protagonistes au premier plan. Le fond sombre laisse transparaître un trait de lumière sur la ligne d'horizon. L'excitation de la course est concrétisée dans une pose figée, qui s'oppose au dynamisme de la draperie qui flotte. La lumière froide de la lune souligne certains détails anatomiques, donnant aux corps une apparence sculpturale dans la chaîne complexe des diagonales mises en place par Guido Reni.
La toile napolitaine se distingue de celle à Madrid par son savant contraste chromatique et sa maîtrise du clair-obscur.
La version madrilène, quelques centimètres plus grande que la version napolitaine, tant en hauteur (environ 14 cm) qu'en longueur (environ 15 cm), n'est cependant pas un agrandissement à l'échelle de cette dernière, mais contient plutôt quelques centimètres supplémentaires dans les marges de la toile : à droite, deux petites figures supplémentaires décorent le paysage en arrière-plan, tandis que dans la marge inférieure gauche, un véritable ajout de tissu remonte au XVIIe siècle, dans les années qui suivent la mort de Guido Reni, probablement pour allonger le sol et le paysage afin de donner plus de profondeur et de centralité aux deux personnages du premier plan. Cette version, qui n'a aujourd'hui aucun cadre d'origine, se développe également sur deux bandes distinctes de toile coupées horizontalement et réunies (la ligne de séparation est visible presque au niveau du nez et de la bouche d'Atalante, qui longe ensuite les zones pubiennes des deux protagonistes sur toute la longueur du tableau), tandis que la version napolitaine, avec un cadre ancien, est réalisée sur un seul support.

## Autres versions
Une autre version considérée comme plus pauvre et non autographe se trouve également à Madrid, au musée du Prado, provenant de la collection du directeur de l'époque, José Madrazo, qui a probablement alors confiné l'autre actuellement connue en réserve, précisément pour mettre en vue celle en sa possession, qui est ensuite vendue à Salamanque et de nouveau sur le marché de Paris en 1867.
Une petite huile sur cuivre, 23×23 cm, attribuée à Guido Reni et datant également de la troisième décennie du XVIIe siècle, se trouve à la Galerie des Offices de Florence, qui donne peut-être une idée de ce qu'ont dû être les couleurs originales du ciel, faites d'un ton clair et non sombre comme elles apparaissent aujourd'hui dans les deux versions du Prado et de Capodimonte, dont le résultat selon certains critiques dérivent d'un appauvrissement chromatique dû à une imperfection de la couleur bleue utilisée par les peintres Bolognais de l'époque, qui s'atténuerait environ quatre-vingts ans après son application.

## Postérité
La peinture fait partie du musée imaginaire de l'historien français Paul Veyne, qui le décrit dans son ouvrage justement intitulé Mon musée imaginaire.

## Exposition
La version napolitaine est exposée dans le cadre de l'exposition Naples à Paris. Le Louvre invite le musée de Capodimonte dans la Grande Galerie du musée du Louvre du 7 juin 2023 au 8 janvier 2024, en dialogue avec d'autres chefs-d'œuvre de la peinture émilienne.